# Piper lacunosum
Piper lacunosum är en pepparväxtart som beskrevs av Carl Sigismund Kunth. Piper lacunosum ingår i släktet Piper och familjen pepparväxter. Inga underarter finns listade i Catalogue of Life.